# Fayetteville, West Virginia
Fayetteville är administrativ huvudort i Fayette County i West Virginia i USA. Orten hette ursprungligen Vandalia och döptes om 1837 efter markisen av Lafayette. Enligt 2010 års folkräkning hade Fayetteville 2 892 invånare.